# Heptapteridae

Heptapteridae é uma família de bagres originários das Américas.  A maioria das espécies é restrita à América do Sul, mas Imparfinis lineatus, Nemuroglanis panamensis e Pimelodella chagresi são nativas do Panamá, e espécies de Rhamdia ocorrem até o norte do México. O nome Heptapteridae é derivado do grego, hepta que significa sete e pteron que significa fim.
A diversidade desta família é pouco conhecida, e muitas espécies ainda não foram descritas.  Até agora, cerca de 211 espécies foram descritas. Esta família é equivalente à anteriormente reconhecida Rhamdiinae, uma subfamília da família Pimelodidae.  No entanto, evidências moleculares mostram que esta família faz parte da superfamília Pimelodoidea, juntamente com Pimelodidae, Pseudopimelodidae, e Conorhynchos.
A pele desses peixes é geralmente nua (sem escamas). Eles exibem três pares de barbilhões. Eles têm uma grande nadadeira adiposa, e sua nadadeira caudal é profundamente bifurcada. No entanto, nenhuma característica externa exclusiva desta família permite diferenciá-la dos Pimelodidae.
Os Heptapteridae incluem algumas espécies troglóbiticas dos gêneros Pimelodella, Rhamdia, Rhamdiopsis e Taunayia. 

## Gêneros
- Acentronichthys
- Brachyglanis
- Brachyrhamdia
- Cetopsorhamdia
- Chasmocranus
- Gladioglanis
- Goeldiella
- Heptapterus
- Horiomyzon
- Imparfinis
- Leptorhamdia
- Mastiglanis
- Myoglanis
- Nannoglanis
- Nemuroglanis
- Pariolius
- Phenacorhamdia
- Phreatobius
- Pimelodella
- Rhamdella
- Rhamdia
- Rhamdioglanis
- Rhamdiopsis
- Taunayia